# Ceilhes-et-Rocozels
Ceilhes-et-Rocozels – miejscowość i gmina we Francji, w regionie Oksytania, w departamencie Hérault.
Według danych na rok 1990 gminę zamieszkiwały 283 osoby, a gęstość zaludnienia wynosiła 10 osób/km² (wśród 1545 gmin Langwedocji-Roussillon Ceilhes-et-Rocozels plasuje się na 638. miejscu pod względem liczby ludności, natomiast pod względem powierzchni na miejscu 218.).